# Rezerwat przyrody „Wierchnie-Tazowskij”
Rezerwat przyrody „Wierchnie-Tazowskij” (ros. Государственный природный заповедник «Верхне-Тазовский») – ścisły rezerwat przyrody (zapowiednik) w Jamalsko-Nienieckim Okręgu Autonomicznym w Rosji. Znajduje się w rejonie krasnosielkupskim, a jego obszar wynosi 6313,08 km². Rezerwat został utworzony decyzją rządu Rosyjskiej Federacyjnej Socjalistycznej Republiki Radzieckiej z dnia 24 grudnia 1986 roku. Dyrekcja rezerwatu znajduje się w miejscowości Krasnosielkup.

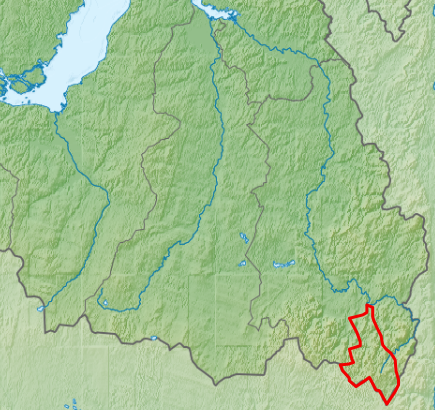
Granice rezerwatu na mapie Jamalsko-Nienieckiego Okręgu Autonomicznego

## Opis
Rezerwat został stworzony w celu ochrony dziewiczej tajgi. Znajduje się we wschodniej części Niziny Zachodniosyberyjskiej, w górnym biegu rzeki Taz. Teren jest pagórkowaty wznoszący się do wysokości 285 m n.p.m. Rezerwat rozciąga się na długości 150 kilometrów z północy na południe i 70 km ze wschodu na zachód.
Klimat jest kontynentalny, z długimi mroźnymi zimami i raczej ciepłymi latami. Temperatura waha się od -49 °C zimą do +30 °C latem. Rezerwat znajduje się w nieciągłej strefie wiecznej zmarzliny.

## Flora
Prawie cały teren rezerwatu pokrywa tajga jasna, gdzie dominuje modrzew syberyjski i sosna zwyczajna oraz tajgi ciemnej, gdzie przeważa sosna syberyjska i świerk syberyjski. Łącznie prawie 70 procent lasów stanowi sosna syberyjska. Z drzew liściastych występuje tu wierzba, osika i brzoza.

## Fauna
Fauna jest typowa dla tajgi zachodniosyberyjskiej. Łącznie występuje tu 36 gatunków ssaków, 199 gatunków ptaków, 23 gatunki ryb, 548 gatunków owadów, a także po 2 gatunki gadów i płazów. 
Z ssaków jest to m.in.: niedźwiedź brunatny, wilk rosyjski, łoś euroazjatycki, lis rudy, lis polarny, soból tajgowy, rosomak tundrowy, wydra europejska, norka amerykańska, gronostaj europejski, łasica syberyjska.
Wśród ptaków żyją tu m.in.: gęś zbożowa, ostrygojad zwyczajny, siewnica, puchacz zwyczajny, bielik, sokół wędrowny, orzeł przedni, rybołów.
Wśród gadów można spotkać żmiję zygzakowatą oraz jaszczurkę żyworodną. 
Z ryb żyją tu m.in.: lenok, tugun, tajmień, muksun i nelma. 